# Marcus Valerius Lactucinus Maximus
Marcus Valerius Lactucinus Maximus war ein römischer Politiker im 4. Jahrhundert v. Chr., Konsulartribun in den Jahren 398 v. Chr. und 395 v. Chr.
Er war der Sohn des Marcus Valerius Lactuca Maximus, des Konsuls von 437 v. Chr. Die Amtszeit von 398 v. Chr. ist in den Fasti Capitolini verzeichnet und wird auch bei Titus Livius erwähnt, nicht jedoch bei Diodor. In seiner zweiten Amtszeit soll er zusammen mit seinem Amtskollegen Quintus Servilius Fidenas einen Krieg in Kampanien geführt haben, das sie laut Überlieferung für Rom unterworfen haben.